# Arana (Bermeo)
Arana (o Arane) es un barrio de Bermeo, Vizcaya, situado al noroeste del término municipal. El barrio, de escasa población y dispersas edificaciones, está dividido en dos partes, el propio barrio de Arana y la zona conocida como Kaboa.

## Caseríos
Los caseríos del barrio de Arana son los siguientes: Itsasgane, Grandene, Txankane, Etxebarri (convertida hoy en instalación de la Ikastola), Itsasalde, Patxotene, Azatarrotxu, Etxerre, Azatarro, Landabaso, Arana, Aranburu, Gibele, Flores, Iturrondo, Beitegi, Marinone, Kasakane, Santakruz, Aborta, Gorostadi, Madari,, Muskerritxune, Sartzalleku, Peruarezti, Albarezenebekoa, Albarezenegoikoa, Iturrieta, Talaiepe, Bidekoetxe, Bekoetxe y Erdikoetxe.
Otros caseríos ya desaparecidos fueron Atxgane, Altamira, Juliane, Piezatetxe, Goikoetxe y Grandene.